# Acqui Football Club
El Acqui Football Club es un club de fútbol de Italia, con sede en Acqui Terme, en la región de Piamonte. Fue fundado en 1911 y refundado en 2017. Compite en la Eccellenza Piemonte-Valle d'Aosta, quinta categoría del fútbol italiano.

## Historia
El club fue fundado como Foot Ball Club Acqui por iniciativa de tres clubes de gimnasia (La Bagni, Arte et Marte y Acqui Club). Logró jugar en primera división italiana en la temporada 1914-1915. En 1923 fue refundado como Unione Sportiva Acqui y, en el 2014, tomó el nombre de S.S.D. Acqui Calcio 1911. En el 2016 el club desapareció; el año siguiente, el A.S.D. La Sorgente incorporó las divisiones menores del Acqui y cambió su denominación a S.S.D. Football Club Acqui Terme, inscribiéndose en el campeonato de Promozione Piamonte-Valle de Aosta. Asumió su nombre actual en el 2018.

## Palmarés

### Torneos regionales
- Eccellenza Piemonte-Valle d'Aosta (2): 2008-09, 2013-14 (Grupo B)
- Promozione Piemonte-Valle d'Aosta (2): 1981-82 (Grupo B), 1994-95 (Grupo D)
- Prima Divisione Liguria (1): 1950-51 (Grupo B)
- Copa Italia de Aficionados Piemonte-Valle d'Aosta (1): 2008-09
- Terza Divisione (1): 1926-27 (Grupo C)